# Attnang-Puchheim
Attnang-Puchheim osztrák város Felső-Ausztria Vöcklabrucki járásában. 2018 januárjában 8944 lakosa volt.

## Elhelyezkedése

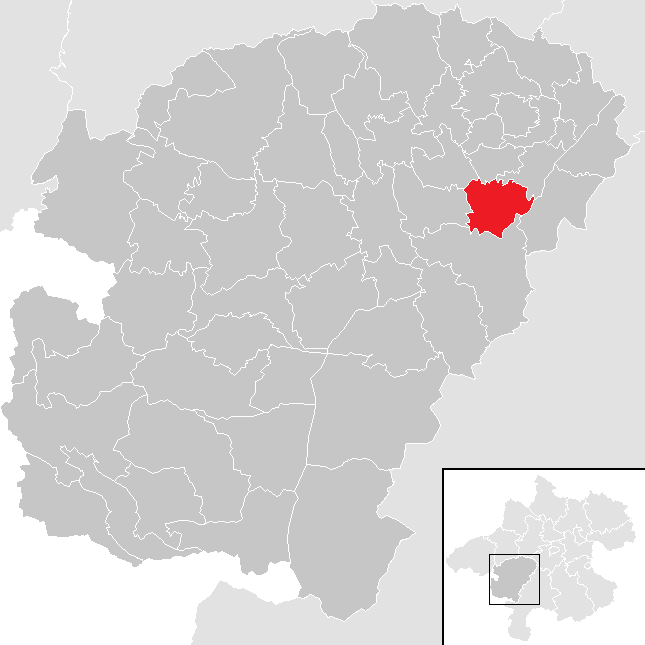
Attnang-Puchheim a Vöcklabrucki járásban

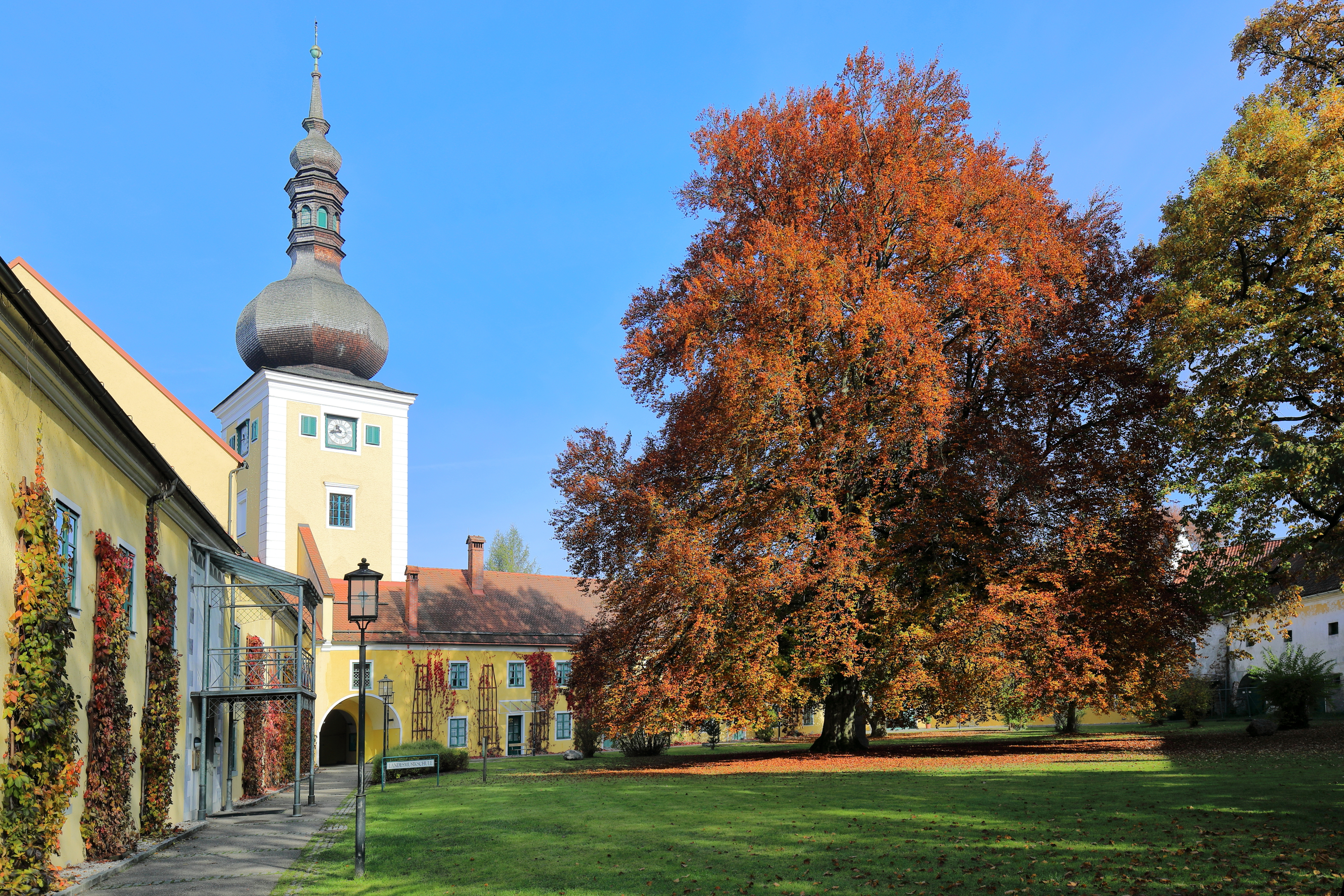
A Vorschloss belső udvara

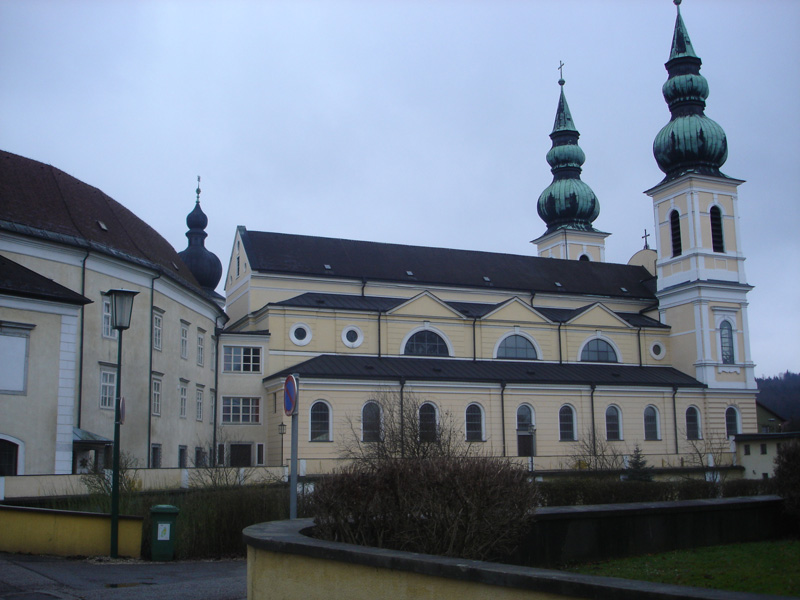
A Szűz Mária-bazilika

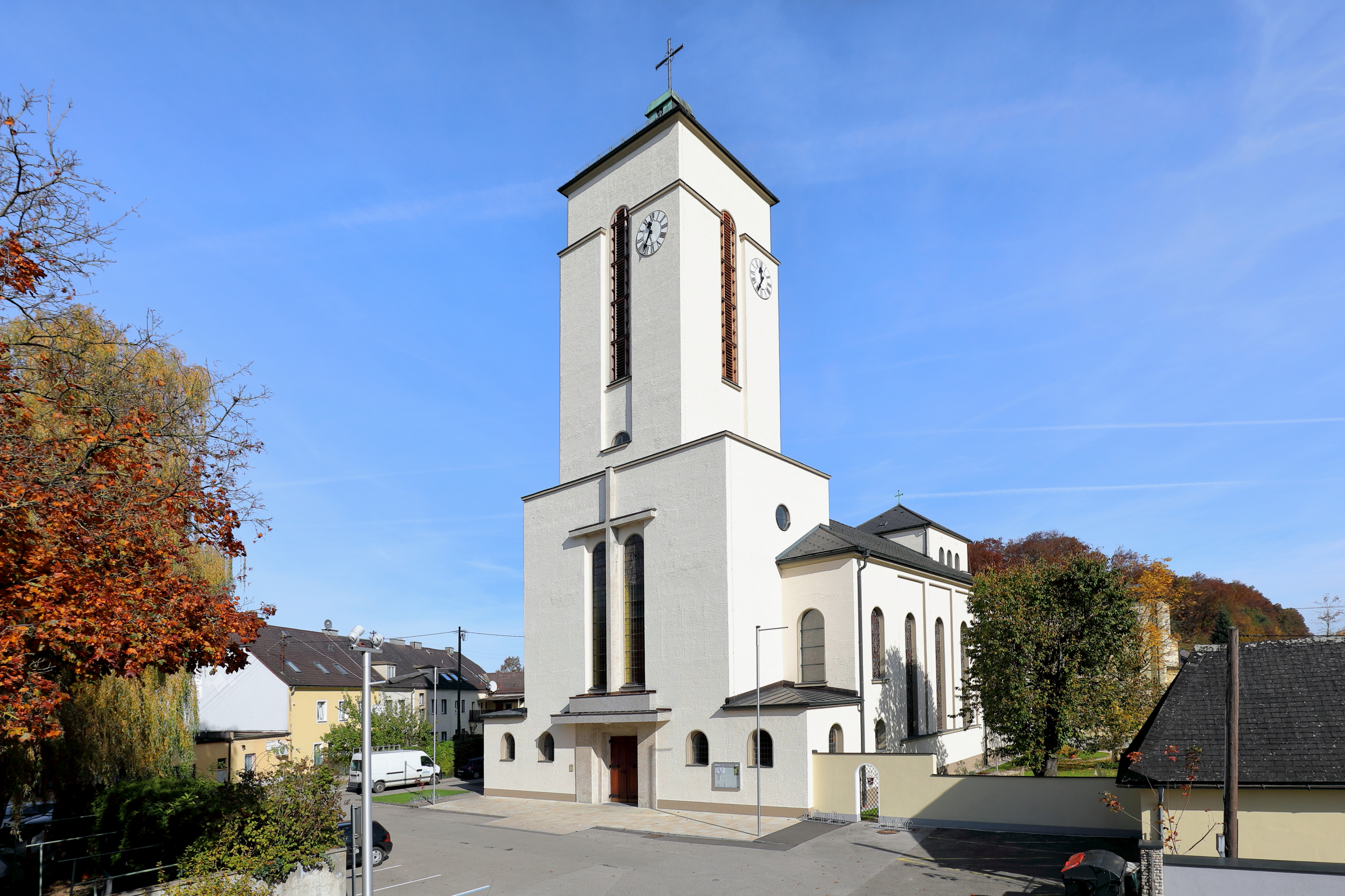
A Szentlélek-templom

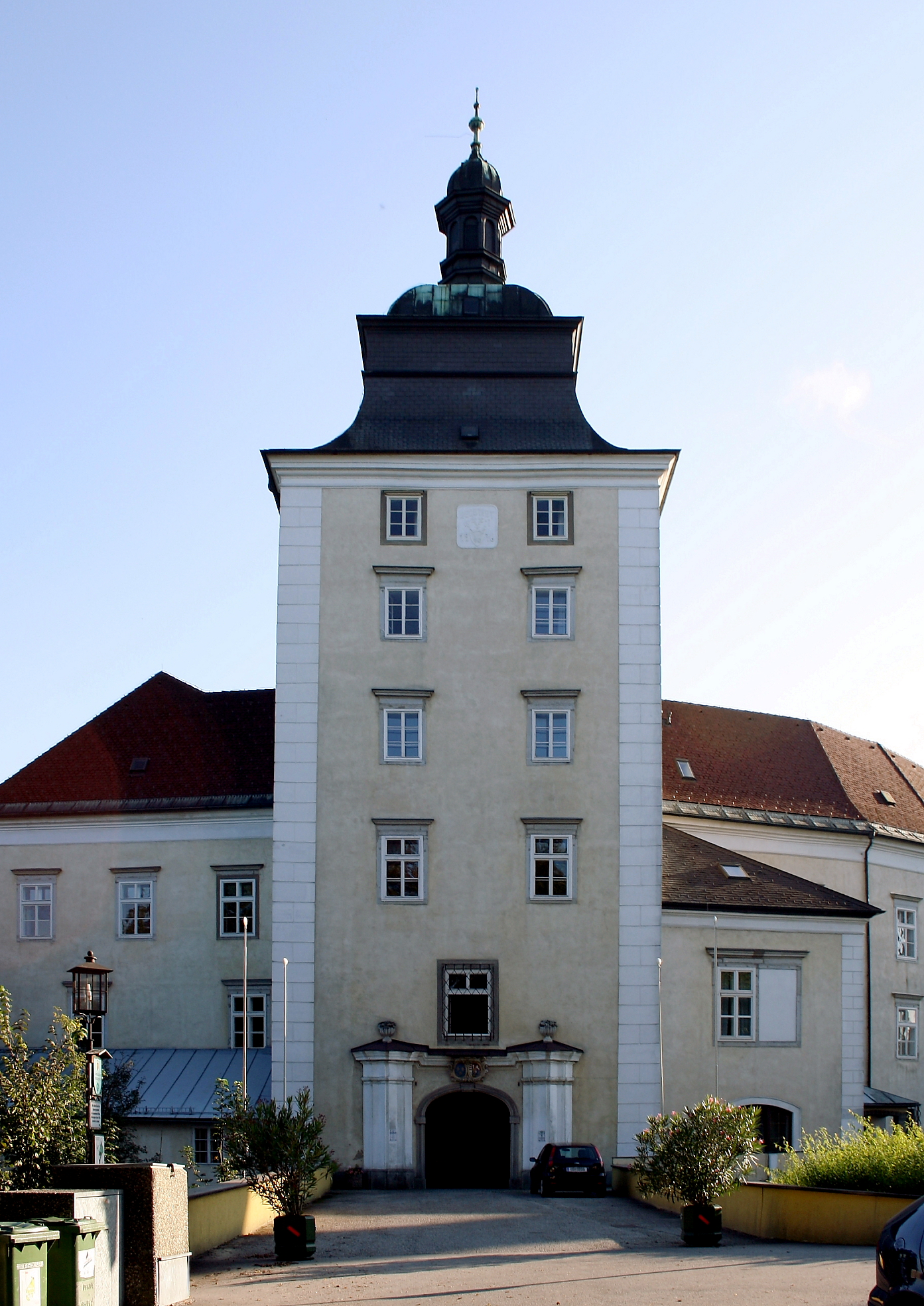
A puchheimi kastély kaputornya

Attnang-Puchheim Felső-Ausztria Hausruckviertel régiójában fekszik. Déli határát az Ager folyó alkotja. Egyéb fontos folyóvizei a Redlbach és a Kohlaichbach. Területének 38,7%-a erdő, 36,3% áll mezőgazdasági művelés alatt. Az önkormányzat 10 falut és településrészt egyesít: Aham (68 lakos 2018-ban), Aichet (71), Attnang (3339), Hohenbaumgarten (238), Landertsham (3), Niederstraß (1363), Oberstraß (766), Puchheim (2904), Sonnleithen (51) és Steinhübl (141). 
A környező önkormányzatok: északra Pühret, északkeletre Redlham, keletre Desselbrunn, délre Regau, nyugatra Vöcklabruck, északnyugatra Pilsbach. 

## Története
Attnangot és Puchheimet a 8. század vége és a 11. század eleje között alapíthatták bajor telepesek. Írott források Puchheimet 1135-ben, Attnangot 1242-ben említik először. Az önkormányzat 1912-ig Puchheim nevét viselte, mai elnevezését 1912-ben kapta.
Puchheim vára bizonytalan utalások szerint 1050-ben épülhetett. A vár 1585-ben teljesen leégett, helyette a következő években megépült a kastély, amely alapvetően máig megtartotta akkori formáját. Attnang és Puchheim települések egészen az önkormányzat 1850-es megalakulásáig a vár (később a kastély) urainak birtokában voltak. 1851-ben a kastély akkori tulajdonosa, Habsburg–Estei Miksa főherceg a redemptorista rendnek adományozta az épületet, akik kolostort rendeztek be benne. Az előkastély (Vorschloss) a városi tanács és a Linzi egyházmegye tulajdona. 
A kastély Szt. György-kápolnájában temették el Bourbon Alfonz Károlyt, Spanyolország és Franciaország trónkövetelőjét, valamint Zita királyné anyját, Bourbon-pármai Mária Antóniát.
A kolostor rektora, P. Matthias Paprian 1886-1890 jókora kegytemplomot építtetett, amely jelentős zarándokhellyé vált. A templomot XII. Piusz pápa 1951-ben basilica minor rangra emelte.
1877-ben megépült a Salzkammergutbahn vasútvonala, amelyhez Attnang-Puchheimnél csatlakozott Ausztria első szénszállító vasútja, a Niederstrasser-Bahn. A második világháború végén, 1945. április 21-én a vasúti csomópontot a szövetségesek lebombázták, mert attól tartottak, hogy erre szállítanak utánpótlást a náci vezetés "alpesi erődjébe". Ezenkívül a pályaudvar szolgáltatta a vasúti kapcsolatot a redl-zipfi koncentrációs tábor titkos rakétakísérleti telepe felé. 300 repülőgép 2340 bombát dobott a településre, a támadásban 700-an vesztették életüket, köztük sok keletről érkezett menekült, akik vasúti vagonokban tartózkodtak. Ezzel Attnang-Puchheim lakosságához mérten valamennyi osztrák település közül a legsúlyosabb veszteséget szenvedte el. 
A háború után Attnang-Puchheim fontos ipari és kereskedelmi központtá fejlődött. Pályaudvara megtartotta jelentőségét, mivel itt ért véget (és bizonyos járatokon ér ma is) a villamosított vasút. A település 1955-ben kapott mezővárosi, 1990-ben pedig városi státuszt.

## Lakosság
Az attnang-puchheimi önkormányzat területén 2018 januárjában 8944 fő élt. A lakosságszám 1869 óta folyamatosan gyarapodó tendenciát mutat. 2016-ban a helybeliek 76,2%-a volt osztrák állampolgár; a külföldiek közül 1,7% a régi (2004 előtti), 7,7% az új EU-tagállamokból érkezett. 10,9% a volt Jugoszlávia (Szlovénia és Horvátország nélkül) vagy Törökország, 3,6% egyéb országok polgára. 2001-ben a lakosok 73,5%-a római katolikusnak, 5,5% evangélikusnak, 1,2% ortodoxnak, 8,2% mohamedánnak, 8,8% pedig felekezeten kívülinek vallotta magát. Ugyanekkor 19 magyar élt a városban. A legnagyobb nemzetiségi csoportokat a német (83,2%) mellett a horvátok (8,1%), törökök (3,2%), bosnyákok (1,2%) és szerbek (1,2%) alkották.  

## Látnivalók
- a puchheimi kastélyban ma kortárs művészeti galéria és artotéka (műkincstároló) működik
- a Puchheimi Szűz Mária-bazilika plébánia- és egyben kegytemplom
- Attnang Szentlélek-plébániatemploma 1951-ben épült
- Attnang Szt. Márton-temploma

## Híres attnang-puchheimiek
- Maria Fekter (1956-) politikus, belügy- és pénzügyminiszter

## Testvértelepülések
- Puchheim (Németország)

## Fordítás
- Ez a szócikk részben vagy egészben  az   Attnang-Puchheim című német Wikipédia-szócikk ezen változatának fordításán alapul.  Az eredeti cikk szerkesztőit annak laptörténete sorolja fel. Ez a jelzés csupán a megfogalmazás eredetét és a szerzői jogokat jelzi, nem szolgál a cikkben szereplő információk forrásmegjelöléseként.